# Аккуаканина
Аккуаканина (итал. Acquacanina) — коммуна в Италии, располагается в регионе Марке, в провинции Мачерата.
Население составляет 125 человек (2008 г.), плотность населения составляет 5 чел./км². Занимает площадь 26 км². Почтовый индекс — 62033. Телефонный код — 0737.
Покровителем коммуны почитается святой Архангел Михаил, празднование 8 мая.

## Демография
Динамика населения:

## Администрация коммуны
- Официальный сайт: https://web.archive.org/web/20060219070903/http://www.acquacanina.sinp.net/